# Andries I Keldermans

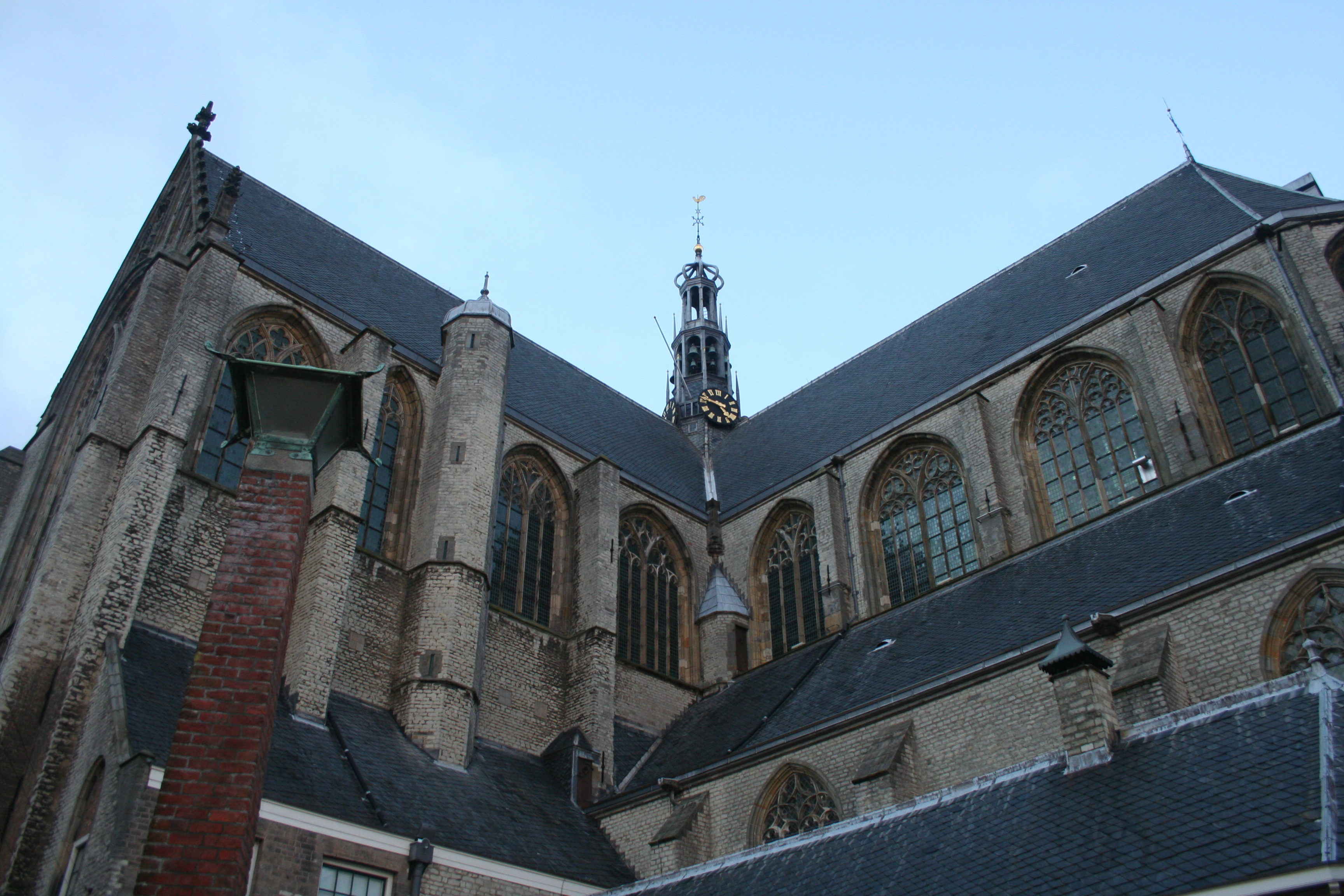
De Grote of Sint-Laurenskerk in Alkmaar, een ontwerp van Andries I Keldermans

Andries I Keldermans (1400-1488) was een Brabants architect, bouwmeester en steenhouwer uit de 15e eeuw, zoon van Jan II Keldermans uit het bekende bouwmeestersgeslacht Keldermans. Andries I was woonachtig in Lier maar verhuisde rond 1469 naar Mechelen, waar hij – net als zijn vader – hofbouwmeester en stadsarchitect was.
Vanaf 1439 werkt hij samen met zijn vader Jan II Keldermans aan het Leuvense Stadhuis en vanaf 1443 aan de Sint-Gummaruskerk in Lier, waar hij in beide gevallen als steenhouwer de sculpturen vervaardigde.
Andries I werd pas architect in 1450 en kreeg dan pas de rol van hoofdbouwmeester bij de grote toren van de Sint-Romboutskathedraal, waarvoor de funderingswerken reeds gestart waren na het overlijden van zijn vader Jan. In 1452 krijgt hij dan ook uiteindelijk de titel van Mechels Stadsarchitect.
Zijn eerste grote project van eigen hand realiseerde hij in 1454 met de bouw van de Sint-Lievens Monsterkerk in Zierikzee. In 1470 ontwierp hij de plannen voor de Sint-Laurentiuskerk in Alkmaar en hij werkte verder ook mee aan het stadhuis van Middelburg, het stadhuis van Veere en in 1471 aan de Grote kerk in Bergen op Zoom.
Andries I wordt beschouwd als een van de grootste bouwmeesters uit de 15e eeuw en de schepper van de Keldermansstijl, typisch voor werken afgeleverd door het bouwmeestersgeslacht Keldermans.

## Lijst van bouwwerken (selectie)
- Sint-Lievensmonstertoren in Zierikzee (vanaf 1454)
- Sint-Romboutskathedraal in Mechelen.
- Onze-Lieve-Vrouwekerk in Veere (1479-1520)
- Stadhuis van Middelburg
- Stadhuis van Veere
- Grote of St.-Bavokerk in Haarlem
- Grote of Sint-Laurenskerk in Alkmaar